# Мартиновська сільська рада (Сафакулевський район)
Марти́новська сільська рада (рос. Мартыновский сельский совет) — сільське поселення у складі Сафакулевського району Курганської області Росії.
Адміністративний центр — село Мартиновка.
Населення сільського поселення становить 539 осіб (2017; 671 у 2010, 879 у 2002).

## Склад
До складу сільського поселення входять:
| Населений пункт    | Населення, осіб (2002) | Населення, осіб (2010) |
| ------------------ | ---------------------- | ---------------------- |
| Бікбірди, присілок | 250                    | 241                    |
| Мартиновка, село   | 629                    | 430                    |